# Liste des genres de la musique occidentale
 (avril 2020).
Si vous disposez d'ouvrages ou d'articles de référence ou si vous connaissez des sites web de qualité traitant du thème abordé ici, merci de compléter l'article en donnant les références utiles à sa vérifiabilité et en les liant à la section « Notes et références ».
Cette page présente la liste des genres musicaux de la musique occidentale, classés par type de musique.

## Musique classique
Les genres de musique classique sont :
- de la musique classique sacrée
- de la musique classique lyrique
- de la musique classique instrumentale

## Musique électronique
Les genres de musique électronique sont :

## Musique expérimentale
Les genres de musique expérimentale sont :
- Musique industrielle
- Musique concrète (appelée également Art acousmatique)
- Musique par ordinateur
- Musique minimaliste
- Musique bruitiste
- Musique électroacoustique
- Musique improvisée

## Musique populaire
Les genres de musique populaire sont :
- Dance
- Disco
- Fanfare
- Musette
- Pop
- Variétés
- Blues
- Country
- Flamenco
- Funk
- Hard rock
- Heavy metal
- House
- Jazz
- Klezmer
- Ragga
- Ragtime
- Reggae
- Salsa
- Samba
- Soul
- Techno

## Hip-hop
Les genres de hip-hop sont :
- Rap
  - Gangsta rap
  - G-Funk
  - Old-school
  - Rap metal
- Trip hop
  - Downtempo
- Hip-hop expérimental
- Turntablism

## Rock
Les genres de rock sont :

## Divers
- Musique acoustique
- Musique de film
- Musique traditionnelle
- Musique folk
- Folk psychédélique
- World music
- Musique improvisée

## Sujets connexes
- Liste de genres musicaux
- Répartition géographique des genres et styles musicaux
- Principes de classement des documents musicaux